# Eryk Williamson
Pour l’article homonyme, voir Williamson.
Eryk Williamson, né le 11 juin 1997 à Alexandria en Virginie, est un joueur international américain de soccer qui joue au poste de milieu central à Charlotte FC en MLS. Il est le cousin de la chanteuse et actrice Queen Latifah.

## Biographie

### Parcours universitaire
Eryk Williamson remporte le championnat 6A de la Virginie avec les Titans de l'école secondaire T. C. Williams d'Alexandria en juin 2014 et obtient son diplôme de secondaire l'année suivante. Il joue aussi à l'académie de D.C. United et participe également à quelques entraînements de l'équipe première,.
Il joue ensuite au soccer au niveau universitaire à l'Université du Maryland, à College Park, entre 2015 et 2017,. Le 28 août 2015, il participe à son premier match en tant que titulaire avec les Terrapins face au Fighting Irish de Notre-Dame (0-0). Le 23 septembre, il délivre sa première passe décisive en faveur de son coéquipier Sebastian Elney face aux Hoyas de Georgetown (défaite 2-1). La rencontre suivante, il délivre deux passes décisives lors de la victoire 4-1 face aux Badgers du Wisconsin. Il inscrit son premier doublé lors de la dernière rencontre de la saison régulière, le 4 novembre, face aux Scarlet Knights de Rutgers (victoire 3-1). Il est membre de l'équipe-type freshman du Big Ten le 6 novembre,. Lors de la finale du tournoi du Big Ten (en) face aux Buckeyes d'Ohio State, il marque un but et délivre une passe décisive pour la victoire des siens (2-0). Il est également nommé dans l'équipe-type du tournoi. Les Terrapins participent aux séries éliminatoires du championnat de la NCAA. Le 22 novembre, il inscrit l'unique but de la rencontre face aux Cavaliers de la Virginie, cette victoire permet à son équipe de se qualifier au tour suivant. La rencontre suivante, face au Fighting Irish de Notre-Dame, il inscrit un nouveau but (victoire 2-1). Nommé dans l'équipe-type de la semaine de TopDrawerSoccer (en) le 1er décembre. En quarts de finale, son équipe est éliminée aux tirs au but par les Tigers de Clemson.
La saison suivante, il est nommé dans la troisième équipe-type de présaison de TopDrawerSoccer (en). Dès son deuxième match, il délivre deux passes décisives, le 29 août 2016, lors de la victoire 5-0 face aux Hawks de Hartford. La rencontre suivante, il inscrit son premier but de la saison face aux Hoyas de Georgetown (victoire 2-1). Il est membre de la deuxième équipe-type du Big Ten le 4 novembre,. Il remporte son deuxième tournoi du Big Ten (en) consécutive face aux Badgers du Wisconsin (2-1). Les Terps participent une nouvelle fois aux séries éliminatoires du championnat de la NCAA, mais perdent dès le deuxième tour face aux Friars de Providence (défaite 4-5).
Lors de sa troisième année, il est nommé sur la liste des dix joueurs à surveiller du Big Ten. Dès son premier match, il inscrit un but et une passe décisive, le 25 août 2017, lors de la victoire 2-4 face aux Broncos de Santa Clara. Nommé dans l'équipe-type de la semaine de TopDrawerSoccer (en) le 19 septembre. Le 13 octobre, il réalise son premier triplé en seulement 16 minutes, face aux Badgers du Wisconsin (victoire 5-4),. Il est nommé meilleur joueur offensif de la semaine du Big Ten et dans équipe-type de la semaine de College Soccer News et de TopDrawerSoccer (en) le 17 octobre,,,. Il remporte la distinction du meilleur milieu et également nommé dans l'équipe-type du Big Ten le 3 novembre,. Lors des quarts de finale du tournoi du Big Ten (en), ils sont éliminés par les Badgers du Wisconsin, futurs vainqueurs (défaite 1-2). Les Terrapins participent une nouvelle fois aux séries éliminatoires du championnat de la NCAA, mais perdent dès le premier tour face aux Great Danes d'Albany.
Il est nommé dans l'équipe-type du Midwest, puis dans la troisième équipe-type All-American des United Soccer Coaches (en) et dans la deuxième équipe-type de TopDrawerSoccer (en) en décembre 2017. En 61 rencontres, Eryk Williamson inscrit 15 buts et 15 passes décisives avec les Terrapins du Maryland,.

### Carrière en club

#### Portland Timbers (2018-2024)
Début janvier 2018, il attire notamment l'attention de Schalke 04,. Le 23 janvier, Eryk Williamson rejoint les Timbers de Portland en tant que Homegrown Player, après que ses droits en MLS soient échangés aux Timbers par D.C. United,, qui n’a pas réussi à trouver un accord sur les termes du contrat avec lui, a déclaré Dave Kasper.
Le 24 mars 2018, il fait ses débuts professionnels avec la réserve des Timbers en USL, face aux Switchbacks de Colorado Springs (victoire 0-1),. Il inscrit son premier but, le 12 mai, contre la réserve des Sounders (victoire 0-1),. Il dispute sa première rencontre avec les Timbers le 6 juin face aux Earthquakes de San José en U.S. Open Cup, en remplaçant Jack Barmby (en) à la mi-temps du match (victoire 2-0),.
Le 28 août 2018, il est prêté au club portugais du CD Santa Clara, qui évolue en Primeira Liga,,. Il est rappelé de son prêt par les Timbers début janvier 2019,,,. Il commence la saison 2019 avec l'équipe réserve, puis le 25 mai, il fait ses débuts en MLS contre l'Union de Philadelphie, en remplaçant Diego Valeri à la fin de la seconde mi-temps (victoire 1-3). Le 26 juin, il est titularisé pour la première fois en MLS, face à l'Impact de Montréal (défaite 2-1),.
La saison 2020 est suspendue après deux semaines d'activités en raison de la pandémie de Covid-19 aux États-Unis. Il devient titulaire lors du tournoi de reprise MLS is Back et remporte la finale face à Orlando City, remportant son premier trophée avec les Timbers,,. Le 6 septembre, il marque son premier but en MLS, lors du derby face aux Sounders de Seattle (victoire 1-2),. Il est nommé dans l'équipe-type de la semaine 10. Il s'impose comme un des joueurs clés de l'équipe,.
Il signe un nouveau contrat de plusieurs années avec les Timbers le 4 février 2021,,.

#### Charlotte FC (depuis 2025)
Il rejoint le Charlotte FC, le 15 janvier 2025, où il signe un contrat en échange de 100 000 dollars d'allocation monétaire générale,.

### Carrière internationale
Avec l'équipe des États-Unis des moins de 20 ans, il prend part au championnat continental des moins de 20 ans en 2017,. Le 3 mars, il inscrit un but et délivre une passe décisive lors de la victoire 2-1 face au Salvador (en). Il est remplaçant lors de la finale contre le Honduras le 5 mars et entre en jeu durant la seconde période. Les États-Unis s'imposent aux tirs au but,. Il participe ensuite à la Coupe du monde des moins de 20 ans qui suit,. Lors du mondial junior, il joue cinq matchs et délivre une passe décisive. Les Américains sont éliminés en quart de finale par le Venezuela,.
Le 1er mars 2021, il est retenu dans la pré-liste de trente-et-un joueurs pour le tournoi pré-olympique masculin de la CONCACAF 2020 avec les moins de 23 ans,, mais Williamson n'est pas retenu dans la liste finale de vingt joueurs,,.
Le 1er juillet 2021, il est retenu dans la liste des vingt-trois joueurs américains sélectionnés par Gregg Berhalter pour disputer la Gold Cup 2021,,. Il effectue sa première sélection avec la Team USA le 11 juillet face à Haïti lors du premier match de poule des Américains, en remplaçant Shaq Moore en seconde mi-temps (victoire 1-0),,,,. Quatre jours plus tard, il est titularisé et délivre une passe décisive pour Miles Robinson, contre la Martinique (victoire 6-1),,. Il est titulaire lors de la finale contre le Mexique le 1er août. Les États-Unis s'imposent finalement sur un but de Miles Robinson en prolongations, remportant donc son premier titre international,,,. Lors de cette compétition, il dispute quatre rencontres, dont deux en tant que titulaire et délivre une passe décisive,.

## Statistiques

### Statistiques en club
| Saison                | Club                  | Championnat           | Championnat | Championnat | Championnat | Coupe(s) nationale(s) | Coupe(s) nationale(s) | Coupe(s) nationale(s) | Compétition(s) continentale(s) | Compétition(s) continentale(s) | Compétition(s) continentale(s) | Compétition(s) continentale(s) | Séries | Séries | Séries | États-Unis | États-Unis | États-Unis | Total | Total | Total |
| Saison                | Club                  | Division              | M.          | B.          | P.d.        | M.                    | B.                    | P.d.                  | Comp.                          | M.                             | B.                             | P.d.                           | M.     | B.     | P.d.   | M.         | B.         | P.d.       | M.    | B.    | P.d.  |
| 2018                  | Timbers 2 de Portland | USL                   | 15          | 3           | 2           | -                     | -                     | -                     | -                              | -                              | -                              | -                              | -      | -      | -      | -          | -          | -          | 15    | 3     | 2     |
| 2019                  | Timbers 2 de Portland | USLC                  | 19          | 4           | 9           | -                     | -                     | -                     | -                              | -                              | -                              | -                              | -      | -      | -      | -          | -          | -          | 19    | 4     | 9     |
| Sous-total            | Sous-total            | Sous-total            | 34          | 7           | 11          | -                     | -                     | -                     | -                              | -                              | -                              | -                              | -      | -      | -      | -          | -          | -          | 34    | 7     | 11    |
| 2018                  | Timbers de Portland   | MLS                   | 0           | 0           | 0           | 1                     | 0                     | 0                     | -                              | -                              | -                              | -                              | -      | -      | -      | -          | -          | -          | 1     | 0     | 0     |
| 2019                  | Timbers de Portland   | MLS                   | 7           | 0           | 0           | 1                     | 0                     | 0                     | -                              | -                              | -                              | -                              | -      | -      | -      | -          | -          | -          | 8     | 0     | 0     |
| 2020                  | Timbers de Portland   | MLS                   | 21          | 3           | 4           | -                     | -                     | -                     | -                              | -                              | -                              | -                              | 5      | 0      | 0      | -          | -          | -          | 26    | 3     | 4     |
| 2021                  | Timbers de Portland   | MLS                   | 14          | 1           | 2           | -                     | -                     | -                     | LCC                            | 4                              | 0                              | 0                              | -      | -      | -      | 4          | 0          | 1          | 22    | 1     | 3     |
| 2022                  | Timbers de Portland   | MLS                   | 22          | 0           | 5           | -                     | -                     | -                     | -                              | -                              | -                              | -                              | -      | -      | -      | -          | -          | -          | 22    | 0     | 5     |
| 2023                  | Timbers de Portland   | MLS                   | 6           | 0           | 1           | -                     | -                     | -                     | LC                             | -                              | -                              | -                              | -      | -      | -      | 2          | 0          | 0          | 8     | 0     | 1     |
| 2024                  | Timbers de Portland   | MLS                   | 28          | 2           | 2           | -                     | -                     | -                     | LC                             | 3                              | 0                              | 0                              | 1      | 0      | 0      | -          | -          | -          | 32    | 2     | 2     |
| Sous-total            | Sous-total            | Sous-total            | 98          | 6           | 13          | 2                     | 0                     | 0                     | -                              | 7                              | 0                              | 0                              | 6      | 0      | 0      | 6          | 0          | 1          | 119   | 6     | 14    |
| 2025                  | Charlotte FC          | MLS                   | 21          | 0           | 1           | 2                     | 0                     | 1                     | LC                             | 3                              | 0                              | 0                              | -      | -      | -      | -          | -          | -          | 26    | 0     | 2     |
| Total sur la carrière | Total sur la carrière | Total sur la carrière | 153         | 13          | 25          | 4                     | 0                     | 1                     | -                              | 10                             | 0                              | 0                              | 6      | 0      | 0      | 6          | 0          | 1          | 179   | 13    | 27    |

## Palmarès
| Terrapins du Maryland - Vainqueur de la saison régulière du Big Ten en 2016 - Vainqueur du tournoi du Big Ten (en) en 2015 et 2016 Timbers de Portland - Vainqueur du tournoi MLS is Back en 2020 | États-Unis -20 ans - Vainqueur du championnat de la CONCACAF des moins de 20 ans en 2017 États-Unis - Vainqueur de la Gold Cup en 2021 |  |

### Distinctions personnelles
- Meilleur joueur défensif l'année du Big Ten en 2017
- Membre de l'équipe-type freshman du Big Ten en 2015
- Membre de l'équipe-type du tournoi du Big Ten (en) en 2015
- Membre de l'équipe-type du Big Ten en 2017
- Membre de la 2e équipe-type du Big Ten en 2016
- Membre de la 2e équipe-type de TopDrawerSoccer (en) en 2017
- Membre de la 2e équipe-type du Midwest des United Soccer Coaches (en) en 2017
- Membre de la 3e équipe-type All-American des United Soccer Coaches (en) en 2017